# (256796) Almanzor
Pour les articles homonymes, voir Almanzor (homonymie).
(256796) Almanzor est un astéroïde de la ceinture principale.

## Description
(256796) Almanzor est un astéroïde de la ceinture principale. Il fut découvert le 8 février 2008 à La Cañada par Juan Lacruz. Il présente une orbite caractérisée par un demi-grand axe de 2,52 UA, une excentricité de 0,13 et une inclinaison de 12,1° par rapport à l'écliptique.
Il est nommé d'après le pic Almanzor en Espagne.

## Compléments